# Људмила Гурченко
Људмила Марковна Гурченко  (рус. Людмила Марковна Гурченко, укр. Людмила Марківна Гурченко; Харков, 12. новембар 1935 — Москва, 30. март 2011) била је совјетска и руска позоришна, биоскопска глумица, естрадна певачица и режисерка. Од 1983. била је народна уметница Совјетског Савеза добитница Државне награде браће Васиљев Руске СССР за 1976. и Државне награде Руске Федерације 1994. године.

## Биографија
Људмила Марковна Гурченко рођена је 12. новембра 1935. године у украјинском граду Харкову као ћерка Марка Гавриловича Гурченко (руски: Марко Гаврилович Гурченко) (1898—1973) и Јелене Александровне Симонович-Гурченко (руски: Елены Александровны Симоновой-Гурченко) (1917—1999). Према уметнициним речима, мајка јој је имала порекло у руском племству, а отац радничке фармерске породице. Од рођења до почетка  Другог светског рата, Гурченко је са родитељима живела у једној соби у пордумском стану у родном Харкову. Пре почетка рата Људмилини су родитељи радили у Харковској филхармонији. Након тога јој је отац наставио радити у руднику где је зарадио инвалидитет. Отац јој је иначе био професионални музичак који је свирао хармонику и певао на фастивалима где му је мајка помагала. Упркос инвалидитету и зрелим годинама, отац јој је отишао у рат. Након ослобођења Харкова 23. августа 1943. године, Људмила је 1. септембра пошла у Шесту школу (данашњу градску гимназију), која се налазила у дворишту куће у којој је тада живела. 1944. уписала је Музичку школу Бетовен у Харкову. 1953. по завршетку школе, отпутовала је у Москву и уписала је Герасимов сверуски државни институт за кинематографију на којем је дипломирала 1958. године.